# وادي ليلي
وادي ليلي إحدى بلديات دائرة وادي ليلي التابعة لولاية تيارت الجزائرية.

## التسمية
ورثت البلدية تسمية وادي ليلي من الواد الذي يجتازها على مسافة 6 كلم الذي تصب مياهه بواد دقيقس، عدد كبير من المؤرخين العرب والأوروبيين يؤكدون علي أن ليلي موجود منذ القدم بـ 15 قرنا قبل انقضاء الدولة الرستمية تيهـرت.
إن تسمية ليلي بالبربرية تعني نبات الدفلة، المؤرخ الإدريسي وصف ليلي على شكل تجمع سكني تتخلله بساتين خضراء.
نشأت البلدية سنة 1956 بمرسوم رقم:56/642 المؤرخ في28 يونيو 1956، وعرفت في عهـــد الاستعمار باسم «ديدرو» نسبة إلى الكاتب الفرنسي المعروف «دنيس ديدرو».

## الموقع الجغرافي
تقع بلدية وادي ليلي شمال ولاية تيارت تبعد عن عاصمة الولاية 25 كلم يحدها من الشمال البلديات الآتية: السبت، تيدة، سيدي علي ملال ومن الشرق بلدية سيد حسني، دحموني، مغيلة ومن الجنوب الشرقي بلدية تيارت ومن الجنوب الغربي بلدية قرطوفة.
تتربع على مساحة إجمالية قدرها 226,56 كم2 يقطنها 12 574 نسمة (إحصائيات سنـة 2008).

## القرى المكونة للبلدية
تتكون البلدية من التجمعات السكنية التالية:
- وادي ليلي مركز (7 841 نسمة)
- عرش الطريش
- عرش دار البصرى

تشمل البلدية دواوير بني وسيل، الشيب أغلال، عين قبوبة، بالإضافة الي عدة دواوير هجرها سكانها بسبب الظروف المعروفة، ومن بين هذه الدواوير (الحلالزة – أولاد أحمد- أولاد سيدي العربي- أولاد سيدي عابد- الحطاطبة – القواسم.....إلخ).

## التضاريس
تتخلل البلدية جبل القلعة وجبل ظهر القنانشة وجبل قزول وجبل سيدي معروف يعبرها واد دقيقس علي امتداد 8 كلم يصب في سد قرقر.

## المناخ
يسودها مناخ قاري، حار جاف صيفا وبارد قارص شتاء.

## الأوضاع الاقتصادية

### الفلاحة
يشكل النشاط الفلاحي مصدر عيش غالبية السكان وتقدر المساحة الزراعية ب:18 207 هكتار صالحة للزراعة.

### القطاع العام
يضم هذا القطاع 554 مستثمرة فلاحي يستغلون مساحة تقدر ب8 294 هكتار.

### الإنتاج الفلاحي
الحبوب (القمح الصلب واللين، الشعير) بإضافة إلي الخضر والفواكه حيث تقدر مساحة الخضر والفواكه ب:50 هكتار.

### تربية الحيوانات
عدد الموالين 128 موال وعدد رؤوس الأغنام 4150, عدد المربين الأبقار 50 وعدد رؤوس الأبقار بحوالي 180 رأس.